# Баллада о змеях и певчих птицах
«Балла́да о зме́ях и пе́вчих пти́цах» (англ. The Ballad of Songbirds and Snakes) — роман американской писательницы Сьюзен Коллинз, приквел трилогии «Голодные игры», впервые опубликованный 19 мая 2020 года. Его действие разворачивается за 64 года до событий «Голодных игр», во времена 10-х Голодных игр. В центре сюжета история подростка Кориолана Сноу, будущего президента Панема, который становится ментором девушки-трибута из Дистрикта-12 на 10-х Голодных играх.
В 2023 году на экраны вышла экранизация книги — фильм «Голодные игры: Баллада о змеях и певчих птицах».

## Оценки
На сайте-агрегаторе рецензий Book Marks «Баллада» получил общую «положительную» оценку, основанную на 19 рецензиях. Обозреватель The Guardian высоко оценил книгу, написав: «Темы дружбы, предательства, власти и угнетения, затронутые Коллинз, а также дополнительные слои знаний о сойках-пересмешницах и истории Капитолия будут радовать и волновать». Рецензент из Time отметил, что Коллинз больше всего блистает, когда «вплетает дразнящие детали, придающие глубину ужасному миру из оригинальной серии». В Kirkus Reviews роман тоже получил высокую оценку.
Обозреватель Daily Telegraph раскритиковал «Балладу» как «не самое многообещающее начало»: по его словам, Коллинз следует «придерживаться отважных героев и ослепительных поворотов сюжета», а мрачные глубины человеческой психики писательнице «не по зубам». Для Даррена Франича из Entertainment Weekly «Баллада» — «значительная работа с серьёзными недостатками», дающая всё же пищу для размышлений.